# آرتور اتکینز (بازیکن فوتبال)
آرتور اتکینز (انگلیسی: Arthur Atkins; ۲۱ فوریهٔ ۱۹۲۵ – ۷ ژانویهٔ ۱۹۸۸) بازیکن فوتبال اهل بریتانیا بود.
از باشگاه‌هایی که در آن بازی کرده‌است می‌توان به باشگاه فوتبال بیرمنگام سیتی و باشگاه فوتبال شروزبری تاون اشاره کرد.